# Орловский переулок (Санкт-Петербург)
Орло́вский переу́лок — переулок в Центральном районе Санкт-Петербурга. Проходит от 1-й Советской улицы до 2-й Советской улицы. Далее продолжается Греческим проспектом.

## История переименований
- 14 ноября 1851 года присвоено название Конный переулок по Летней Конной площади, южная граница которой проходила тогда по 2-й Советской улице.
- Современное название дано 14 июля 1859 года по городу Орлу в ряду улиц Рождественской части, названных по губернским городам Центральной России.

## Примечательные здания и сооружения
- Дом № 1  7831815000 — дом причта Входо-Иерусалимской (Знаменской) церкви, кон. XVIII в., 1846—1847 гг., арх. Б. Б. Гейденрейх;
- дом № 2 — гостиница «Октябрьская»;
- дом № 3, литера А  7831816000 — дом надворной советницы Каменевой. Первые сведения о здании относятся к 1809 году, согласно адресной книге им владел надворный советник Николай Николаевич Каменев. В 1820-х здание перешло к его наследникам. В 1878-м дом был частично перестроен под руководством арх-ра Соколова Д. Д.[1];
- дом № 7 — управление ФСКН РФ по Санкт-Петербургу и Ленинградской области.